# Erisma lanceolatum
Erisma lanceolatum är en tvåhjärtbladig växtart som beskrevs av Stafleu. Erisma lanceolatum ingår i släktet Erisma och familjen Vochysiaceae. Inga underarter finns listade i Catalogue of Life.